# Ove Lundell
Ove Vilmer Lundell, més conegut com a Ove Lundell   (Möklinta, 29 de maig de 1930 - Varberg, 4 de setembre de 2001), fou un complet pilot de motociclisme suec, expert en tota mena de disciplines de fora d'asfalt. Destacà en motocròs (essent-ne un dels millors pilots suecs dels anys 50 i començaments dels 60) i practicà també el trial, l'enduro i curses de motos de neu. Entre altres èxits destacats, guanyà tres vegades el Motocross des Nations amb l'equip suec (1958, 61 i 62), tres Campionats de Suècia d'enduro (1955, 57 i 58) i un de motocròs (1958).
Casat amb Sonja i pare de quatre fills, Yvonne, Malou, Anne i Michel (nascuts el 1950, 53, 56 i 64 respectivament), vivia des dels 25 anys a Varberg, on morí de càncer a l'edat de 71. Actualment, diverses curses en memòria seva arreu d'Europa testimonien l'empremta que ha deixat en l'esport del motocròs, com ara l'Ove Lundell Memorial als Països Baixos o el torneig Ove Lundell Trophy Motocross a Dinamarca.

## Resum biogràfic
Havent debutat en competició a 15 anys, tot prenent part a la Walls of Death sueca amb una vella Indian, durant els anys 50 i 60 fou pilot oficial de fàbrica Monark, empresa fundada el 1908 a Varberg. La seva llarga experiència com a pilot li fou molt útil un cop passà a l'àrea de disseny i desenvolupament de la fàbrica. En aquest camp destacà per la seva mentalitat pràctica, que resultà molt útil per a l'empresa.
El 1955 rebé el guardó Stora Grabbars Märke de la federació motociclista sueca (SVEMO).
Un cop retirat de les curses, entre finals dels 60 i començaments dels 70 esdevingué un entrenador de prestigi per a joves pilots suecs, establert al circuit de motocròs d'Anneberg (a tocar de Varberg). Després, de finals dels 70 a començaments dels 80 residí temporalment a Manaus, a l'estat brasiler d'Amazones, on treballà en el desenvolupament d'un ciclomotor Monark específic per a aquell país. De tornada a la fàbrica de Varberg, hi treballà a l'àrea de producció fins a la seva jubilació. El 1984, a 54 anys, tornà a competir prenent part en competicions per a veterans (vintage) estatals i internacionals, guanyant-ne força curses i títols.

## Palmarès en motocròs
| Any          | Motocicleta       | C. del Món | C. del Món | MXDN |
| Any          | Motocicleta       | 500cc      | 250cc      | MXDN |
| ------------ | ----------------- | ---------- | ---------- | ---- |
| 1955         | Monark            | -          | -          |      |
| 1956         | Monark            | -          | -          |      |
| 1957         | Monark            | -          | -          |      |
| 1958         | Monark            | -          | 15è        | 1r   |
| 1959         | Monark/Husqvarna  | 16è        | 24è        |      |
| 1960         | Monark            | 6è         | -          |      |
| 1961         | Monark            | 9è         | -          | 1r   |
| 1962         | Monark            | 4t         | -          | 1r   |
| 1963         | Monark            | 7è         | -          |      |
| 1964         | Husqvarna         | 4t         | -          |      |
| 1965         | Hedlund/Husqvarna | 10è        | -          |      |
| Total títols | Total títols      | 0          | 0          | 3    |

Notes
1. ↑  La classificació consignada a MXDN fa referència a la posició final obtinguda per l'equip estatal
2. ↑  Fins al 1961 inclòs no existia el Campionat del Món de 250 cc, ans el Campionat d'Europa (conegut també com a Coup d'Europe)
3. ↑  Fins al 1956 inclòs no existia el Campionat del Món de 500 cc, ans el Campionat d'Europa